# きじまりゅうた
きじま りゅうた（1981年7月12日 - ）は、日本の料理研究家。本名は杵島隆太。
祖父は写真家の杵島隆、祖母は料理研究家の村上昭子、母は料理研究家の杵島直美。

## 来歴
東京都豊島区生まれ。立教小学校、立教中学校、立教高等学校、立教大学観光学部卒業。高校ではアメリカンフットボール部に所属した。大学在学中はアパレルメーカーでブランドディレクターを務めた。
料理研究家を志して母の元でアシスタントを務めたのちに独立し、若い感性のアイデア料理について各種マスメディアで活動している。
NHKのテレビ番組『きょうの料理』でおかず青年隊として活動し、2015年からUSTREAMとニコニコ生放送で料理番組を配信した。
2016年からNHKのテレビ番組「きじまりゅうたの小腹がすきました!」が不定期で放送され、2019年にスピンオフ番組「きじまりゅうたの小腹すいてませんか？」がレギュラー番組となった。
2020年4月からソニー・ミュージックアーティスツにマネジメントを委託して業務提携している。

## 人物
趣味はサーフィンとブラックミュージックの鑑賞で、教育学者の清水邦彦は中学から大学まで同級、元NHKアナウンサーの中山準之助は中学から高校まで同級で「いつか番組で共演したい」親友と語る。

## 出演番組
- きょうの料理（Eテレ）
- あさイチ（NHK総合テレビ）
- 男子食堂TV（Ustream）
- きじまりゅうたの小腹がすきました!（NHK総合テレビ）
  - きじまりゅうたの小腹すいてませんか？
- 異世界居酒屋〜古都アイテーリアの居酒屋のぶ〜（バンダイチャンネル他） - 実写パート「のぶ＋（プラス）」におけるコーナー「きじまりゅうたの創作のぶ料理」に出演
- キユーピー3分クッキング（2019年4月2日～、CBCテレビ）
- ＃家族募集します（TBSテレビ） - 料理監修、最終話（2021年9月24日）にはカメオ出演もした[7]
- まんまる　(NHKラジオ第1)　-金曜パートナー(月1出演)　(2024年4月12日 - )

## 著書
- 「定食屋さんのごはん」（マイライフシリーズ711特集版）（グラフ社、2008年）（※母である杵島直美と共著）
- 「弁当男子」（自由国民社、2009年）
- 「りゅうたのフライパンひとつで男めし」（泉書房、2009年）
- 「ゼロからはじめる自炊の教科書」（大泉書店、2010年）
- 「朝からうまっ 1分ごはん」（プレイブックス;P-908）（青春出版社、2010年）
- 「男子が食べたいもの!」（セブン&アイ出版、2011年）
- 「すぐウマ料理:ザザッと作っても、絶対ウマイ!」（レタスクラブmook）（角川マガジンズ、2012年）
- 「朝15分でできる丼弁当」（家の光協会、2012年）
- 「おつまみハイボール亭:すぐにおいしい泡の友110」（池田書店、2012年）
- 「100円でできる 3ステップでおいしい丼」（[ブティック・ムック];[no.1107]）（ブティック社、2013年）
- 「テーブルマークの冷凍うどんで毎日食べたいレシピ」料理：市瀬悦子、きじまりゅうた 監修：テーブルマーク株式会社（主婦の友社、2014年）
- 「今日も、カレー味、カレー粉のおいしい使い方 ちょっとこだわりのカレーとおかず」（誠文堂新光社、2015年）
- 「ちょい仕込みCOOKING:簡単下ごしらえで夜が超ラク」（ORANGE PAGE BOOKS）（オレンジページ、2017年）
- 「暑い季節を美味しくすごす 夏つまみ」（池田書店、2017年）
- 「ぜんぶ簡単どんぶり」（はらぺこスピードレシピ）（世界文化社、2017年）
- 「ぜんぶもやしレシピ」（はらぺこスピードレシピ）（世界文化社、2017年）
- 「杵島家のおせち:料理家三代に伝わる、作りやすい!おいしい!」（エイムック;3885.ei cooking）（枻出版社、2017年）（※母である杵島直美と共著）
- 「簡単!極上!ヘルシー!わたしにご褒美スープ」講師：きじまりゅうた、鵜飼真妃、友利 新（NHKテキスト、NHK趣味どきっ!）（NHK出版、2017年）
- 「きじまりゅうたの食材2つでうまいっ!146品」（GAKKEN HIT MOOK.[学研のお料理レシピ]）（学研プラス、2018年）
- 「毎日絶品!「サバ缶」おつまみ」（青春新書PLAY BOOKS;P-1113）（青春出版社、2018年）
- 「今夜も絶品!「イワシ缶」おつまみ」（青春新書PLAY BOOKS;P-1124）（青春出版社、2018年）
- 「きょうも明日も炒めもの」（学研プラス、2019年）
- 「ズドン!とウマいやっこ豆腐」（永岡書店、2019年）
- 「サバ缶&イワシ缶 5分でうまい!やみつきレシピ:朝食、家飲み、「もう1品」に」レシピ&料理製作：池田陽子、きじまりゅうた、馬田草織、うすいはなこ（日経BP、2019年）